# Chesneya cuneata
Chesneya cuneata là một loài thực vật có hoa trong họ Đậu. Loài này được (Benth.) Ali miêu tả khoa học đầu tiên.